# Кривой Рог (Херсонская область)
Кривой Рог (укр. Кривий Ріг) — село в Новотроицкой поселковой общине Генического района Херсонской области Украины.
Население по переписи 2001 года составляло 308 человек. Почтовый индекс — 75330. Телефонный код — 5548. Код КОАТУУ — 6524484504.